# Célia Mendes
Auricélia Freitas de Assis ComMM (Belém, 28 de julho de 1958), mais conhecida como Célia Mendes, é uma política brasileira filiada ao Partido Democrático Trabalhista (PDT). Pelo Acre, foi deputada federal durante dois mandatos.

## Biografia
Filha de Aureo Déo de Freitas e Lindany Teixeira de Freitas. Em 1975 assumiu a diretoria da Construtora Mendes Carlos e em 1980 assumiu a direção do Jornal Rio Branco e em 1989 da TV Rio Branco, postos que manteve até 1986. Filiada ao PDS em 1982 adotou o nome de Célia Mendes sendo eleita deputada federal em 1990 e durante o mandato votou contra o processo de impeachment do presidente Fernando Collor em 1992 sendo reeleita pelo PPR em 1994 filiado-se sucessivamente ao PPB e ao PFL.
Em 1996, como deputada federal, Célia foi admitida pelo presidente Fernando Henrique Cardoso à Ordem do Mérito Militar no grau de Comendadora especial.
De volta ao PPB foi derrotada por Tião Viana (PT) ao disputar o Senado Federal. Em 2005, deixou o PPB para ingressar no Partido Democrático Trabalhista (PDT), passando a fazer parte da base de apoio do governo Lula e se distanciando da oposição. Entretanto, em 2006 não conseguiu se eleger ao buscar o mandato de deputada estadual.
Esposa de Narciso Mendes, que foi eleito deputado estadual pelo Acre em 1982 e deputado federal em 1986 e 2002.